# Irene Runge
Irene Runge, geb. Alexan (* 3. November 1942 in New York) ist eine deutsche Soziologin und Publizistin.

## Leben
Runge verbrachte die ersten Lebensjahre in den USA, wohin ihr Vater Alexander Kupfermann (12. Juli 1901 – 11. Januar 1994), als Georg Friedrich Alexan Schriftsteller und Übersetzer, in den 1930er Jahren emigriert war. 1949 kehrte die Familie nach Deutschland, in die DDR, zurück.
Runge besuchte die Ossietzky-Oberschule in Berlin, von der sie 1959 relegiert wurde. Danach war sie mit Hilfsarbeiten bei ADN und beim Rundfunk beschäftigt. Von 1968 bis 1970 holte sie das Abitur in der Abendschule nach. Von 1970 bis 1975 studierte sie an der Humboldt-Universität zu Berlin Ökonomie und Soziologie und wurde dort 1979 mit der Arbeit Soziale Aspekte des Alterns im höheren und hohen Lebensalter promoviert. Danach lehrte sie dort bis 1990 Soziologie und war Projektleiterin für Soziale Gerontologie. Sie verlor ihre Anstellung, nachdem bekannt wurde, dass sie in den 1960er- und 1970er-Jahren 17 Jahre lang als IM „Stefan“ beim Ministerium für Staatssicherheit erfasst gewesen war und 1963 vier Bekannte, die eine Flucht aus der DDR planten, denunziert hatte. Dafür hatte sie 250 Mark Belohnung erhalten. Die vier Bekannten erhielten Haftstrafen.
1983 bis 1989 war sie aktives Mitglied und Nachfolgekandidatin für den Vorstand der Jüdischen Gemeinde Berlin (Ost). 1986 gründete Runge mit anderen ostdeutschen Intellektuellen jüdischer Herkunft die Gruppe Wir für uns – Juden für Juden, aus der Anfang 1990 der Jüdische Kulturverein Berlin entstand, dessen Vorsitzende sie war. Seit 1990 ist sie Mitherausgeberin der Blätter für deutsche und internationale Politik. Sie engagiert sich vorrangig für die Migration von Juden aus den Nachfolgestaaten der Sowjetunion (jüdische Kontingentflüchtlinge) und deren kulturelle und soziale Integration.

## Veröffentlichungen
- Zu einigen sozialen Aspekten des Alterns und Altseins in der sozialistischen Gesellschaft. Berlin 1980.
- Älter werden – alt sein. Soziale und kulturelle Aspekte des Alterns im Sozialismus. Berlin 1982.
- Ganz in Familie. Gedanken zu einem vieldiskutierten Thema. Berlin 1985.
- Himmelhölle Manhattan. Mit Fotos von Sibylle Bergemann. Berlin 1986.
- mit Kurt Pätzold: Pogromnacht 1938. Berlin 1988.
- Du sollst nicht immer Holland sagen. Ein Skizzenbuch. Mit Fotos von Sibylle Bergemann. Berlin 1988.
- Ausland DDR. Fremdenhass. Berlin 1990.
- Sechs Wochen Jerusalem. Ein Reisebericht. Berlin 1990.
- mit Uwe Stelbrink: „Ich bin Opposition.“ Zwei Gespräche mit Gregor Gysi. Berlin 1990.
- mit Uwe Stelbrink: „Ich bin kein Spion.“ Gespräche mit Markus Wolf. Berlin 1990.
- mit Uwe Stelbrink: „Ich bleibe Emigrant.“ Gespräche mit George L. Mosse. Berlin 1991.
- Vom Kommen und Bleiben. Osteuropäische jüdische Einwanderer in Berlin. Berlin 1992.
- mit Margarete Mitscherlich: Kulturschock. Umgang mit Deutschen. Hamburg 1993.
- „Ich bin kein Russe.“ Jüdische Zuwanderung zwischen 1989 und 1994. Berlin 1995.
- Ralf Bachmann und Irene Runge (Hrsg.): WIR – Der Jüdische Kulturverein e. V. 1989–2009. Wellhöfer, Mannheim 2009, ISBN 978-3-939540-43-4.
- Wie ich im jüdischen Manhattan zu meinem Berlin fand – Reisen Ankommen Leben, Kulturmaschinen Berlin 2012. ISBN 978-3-940274-61-8